# Марк Інгліс
Марк Джозеф Інгліс (англ. Mark Joseph Inglis, нар. 27 вересня 1959) — новозеландський альпініст, дослідник, винороб та мотиваційний оратор.
Найбільше відомий як перша людина з ампутованими ногами, яка досягла вершини гори Еверест.
Інгліс має науковий ступінь з біохімії людини в Університеті Лінкольна (Нова Зеландія), та проводив дослідження лейкемії. Він є послом доброї волі у фонді «Everest Rescue Trust» і засновником благодійного фонду «Limbs4All» у Новій Зеландії. Він також створив лінійку спортивних напоїв та енергетичних гелів під брендом «PeakFuel».

## Альпіністська кар'єра
Інгліс став професійним альпіністом у 1979 році, коли почав працювати у пошуково-рятувальній службі Національного парку Маунт-Кук.
У 1982 році під час сходження на Маунт-Кук Інгліс та його напарник Філіп Дул через сильну хуртовину на 13 днів застрягли у сніговій печері. Порятунок альпіністів став важливою подією для ЗМІ в Новій Зеландії. Обидва, чекаючи на порятунок, сильно обморозили ноги. Інглісу ампутували обидві ноги на 14 см нижче коліна.
Після цього Інгліс став добровольцем для біомедичних досліджень у сфері протезування, в той же час продовжуючи та розширюючи свою спортивну діяльність. Зокрема, він присвятив себе велоспорту і на літніх Паралімпійських іграх 2000 року в Сіднеї здобув срібну медаль у перегонах на 1 км.
Однак основним видом його діяльності залишався альпінізм. У 2002 році Інгліс повернувся на Маунт-Кук і 7 січня успішно досяг вершини на протезах. Це сходження було задокументовано як фільм «No Mean Feat: The Mark Inglis Story».
У 2002 році на честь дня народження королеви Інгліс отримав Орден Заслуг Нової Зеландії за заслуги перед людьми з інвалідністю.
27 вересня 2004 року він разом з трьома супутниками успішно піднявся на Чо-Ойю разом з трьома іншими людьми, ставши першою людиною з подвійною ампутацією ніг, яка підкорила гору висотою понад 8000 м.
15 травня 2006 року Інгліс став першою в історії людиною з подвійною ампутацією, яка досягла вершини Евересту, найвищої гори у світі. На це сходження йому знадобилося 40 днів. Експедиція Інгліса на Еверест була знята для серіалу каналу Discovery «Еверест: За межею». Цією експедицією Інгліс хотів підтримати фонд Cambodia Trust — центр з дослідження протезування кінцівок, який пропонує реабілітаційні послуги жертвам наземних мін, поліомієліту та іншим людям з інвалідністю.

### Скандал навколо загибелі Девіда Шарпа
Під час сходження на Еверест Інгліс та група з 18 інших альпіністів на висоті близько 8500 м натрапили на британського альпініста Девіда Шарпа, що знесилився і замерзав, але продовжували просуватися до вершини, кинувши його напризволяще. Згодом Шарп замерз насмерть. Інгліса критикували за це рішення багато людей, зокрема сер Едмунд Гілларі, який сказав, що відмовився б від спроби сходження на вершину, щоб врятувати людину.
На своє виправдання Інгліс сказав, що рішення насправді прийняв керівник експедиції Рассел Брайс, який перебував у Базовому таборі. Але Брайс спростував це твердження, заявивши, що команда вперше повідомила йому по радіо про Шарпа лише тоді, коли вже спускалася.
Брайс зберіг журнал отриманих тієї ночі радіоповідомлень (багато з яких чули інші), і ніяких записів про повідомлення від Інгліса там немає. Це також підтверджується повним відеозаписом цієї зустрічі, записаним знімальною групою Discovery Channel. Група Інгліса продовжила підйом до вершини, залишивши Девіда Шарпа і знаючи, що він живий, але не надавши допомоги. Шарп був у важкому стані, і під час спуску через кілька годин, група знайшла його при смерті. Товариш Інгліса за командою Максим Чайя з шерпом намагалися допомогти Девіду, але було вже пізно. Інгліс під час спуску допомоги не надавав.
Також Інгліс заявив, що «висоті 8500 метрів надзвичайно важко зберегти життя собі, не кажучи вже про когось іншого». Деякі інші альпіністи погодилися з цією оцінкою, стверджуючи, що шансів урятувати людину на такій висоті вкрай мало. Однак Філ Ейнслі, альпініст і вчений з Університету Отаго, висловив думку, що Шарпа, можливо, вдалося б реанімувати за допомогою балонного кисню та доставити його в безпечне місце.

## Особисте життя
Інгліс зараз проживає в Ганмер-Спрінгс, Нова Зеландія, з дружиною Анною та трьома дітьми. У 2007 році його було вшановано у телепрограмі «This Is Your Life» на каналі TVNZ, а у 2024 році він з'явився на новозеландському телешоу «7 Days».

## Книги
Інгліс написав чотири книги:
- No Mean Feat (2002) — спогади про його порятунок з Маунт-Кук, повернення на цю гору в 2002 і параолімпійські успіхи;
- To the Max: a Teen Reader's Version of No Mean Feat (2003);
- Off the Front Foot (2003);
- No Legs on Everest (2006) — спогади про сходження на Еверест, а також на Чо-Ойю.